# Palazzo Ginori (via de' Rondinelli)
Palazzo Ginori si trova in via de' Rondinelli 7 a Firenze.
Sul sito si trovavano alcune case dei Carnesecchi, passate poi ai Venturi (dei quali si vede lo stemma in facciata) e infine vennero acquistate dai Ginori per realizzare un nuovo palazzo, nel XIX secolo.
Nel palazzo abitò Carlo Collodi, autore del celebre romanzo Pinocchio, come ricorda una targa sulla facciata. Egli era ospite del fratello che amministrava per conto dei Ginori la manifattura di porcellana Ginori. Al piano terra si trova tutt'oggi infatti un negozio della celebre produzione di Doccia.

## Altre immagini

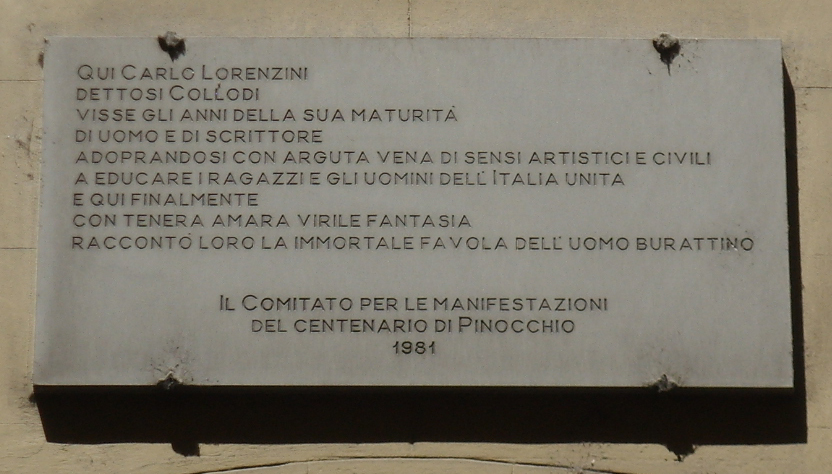
La targa su Carlo Lorenzini
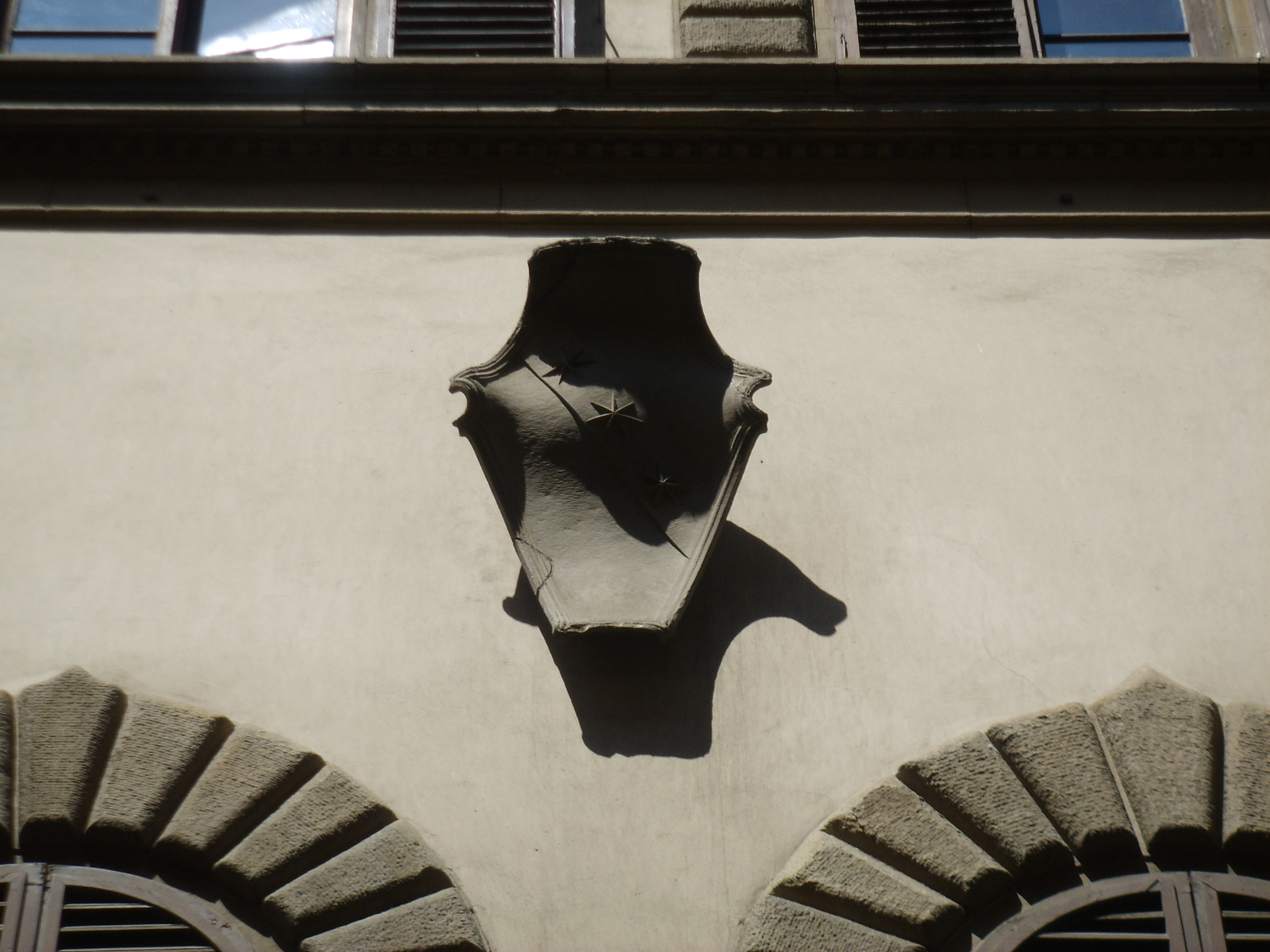
Lo stemma Ginori